# Schmachtenberg (Mönchberg)
Schmachtenberg ist ein Gemeindeteil des Marktes Mönchberg im unterfränkischen Landkreis Miltenberg in Bayern, Deutschland.

## Geographie
Das Pfarrdorf Schmachtenberg liegt an der Kreisstraße MIL 2 zwischen Mönchberg und Klingenberg am Main auf 258 m ü. NHN. Südlich des Ortes liegt Röllbach und nordwestlich befinden sich die Dörfer Streit und Mechenhard.
Westlich von Schmachtenberg entspringt der Seltenbach, im Süden verläuft der Röllbach und im Norden fließen der Langentalgraben sowie der Dreisgraben. Die Gemarkung von Schmachtenberg zieht sich bis in den Hinteren Wald östlich von Röllfeld. Durch Schmachtenberg führt der Fränkische Marienweg.

### Nachbargemarkungen
Folgende Gemarkungen grenzen an das Ortsgebiet von Schmachtenberg:
|                     |                                             | Mönchberg |
| Klingenberg am Main | Kompassrose, die auf Nachbargemeinden zeigt |           |
| Röllfeld            |                                             | Röllbach  |

## Geschichte

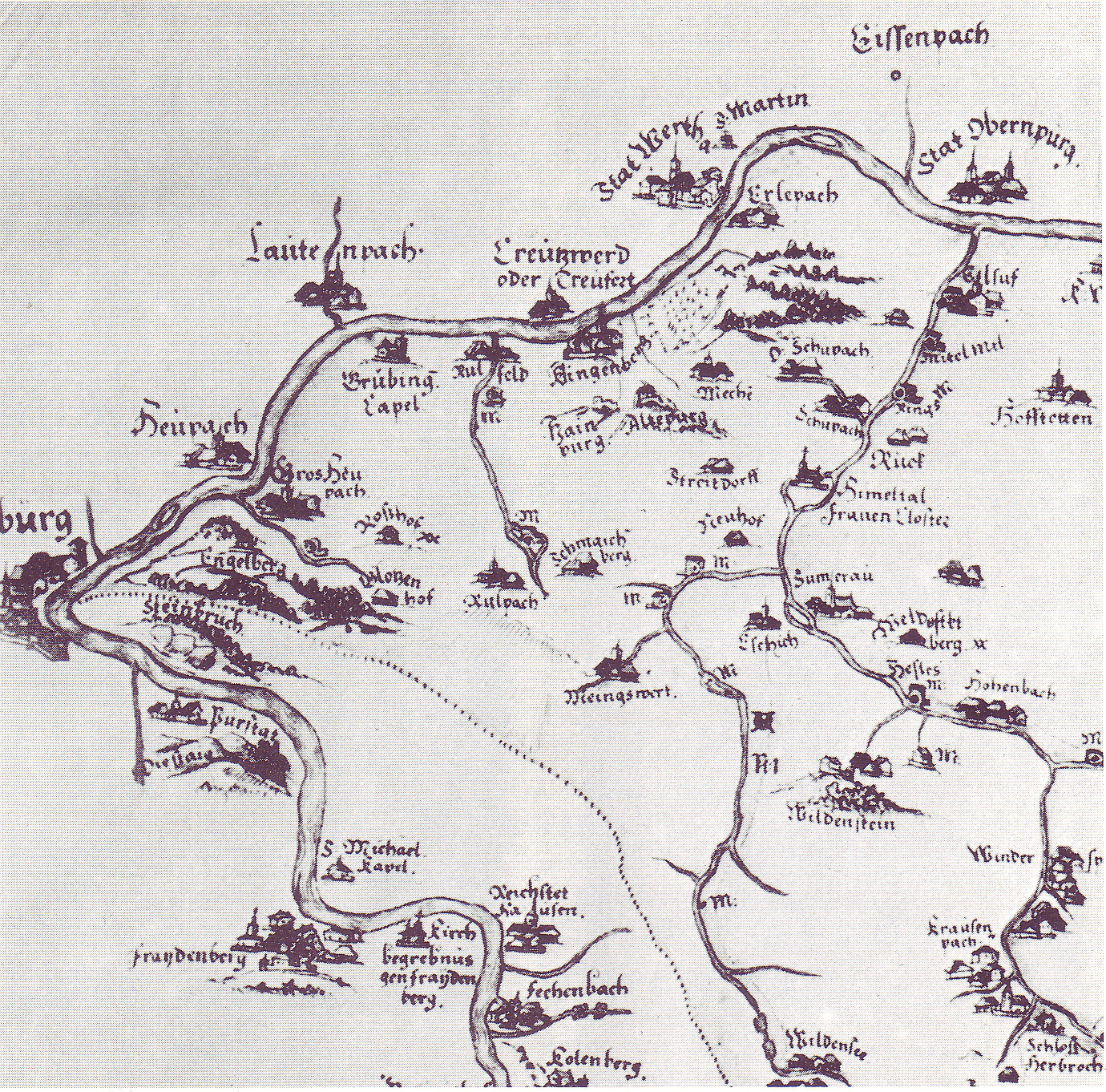
Schmachtenberg (Schmaichberg) in der Spessartkarte von Paul Pfinzing von 1594 (Norden ist rechts)

Das Dorf Schmachtenberg wurde 1298 erstmals urkundlich erwähnt und gehörte damals den Schenken von Klingenberg. In diesem Jahr wurde es an den Deutschen Orden verkauft.
Kirchlich war Schmachtenberg bis Anfang des 17. Jahrhunderts eine Filiale der Pfarrei St. Michaelis in Grubingen. Diese Periode endete als das Dorf Grubingen ca. 1630 in der Pestzeit unterging. Ab etwa 1630 gehörte Schmachtenberg dann kirchlich zu Klingenberg und ab 1740 zu der Pfarrei Röllbach.
In den 700 Jahren ab 1298 gab es darüber hinaus keine weiteren besonderen Ereignisse, die geschichtlich dokumentiert wurden. Der Wald war die wichtigste Einnahmequelle der Gemeinde. Bis nach dem Zweiten Weltkrieg war Schmachtenberg noch gänzlich von der Landwirtschaft geprägt.
Am 1. Mai 1978 wurde die bis dahin selbständige Gemeinde nach Mönchberg eingemeindet. 1997 wurde Schmachtenberg durch ein Neubaugebiet vergrößert. Der Ort weist ein reges Vereinsleben auf und hat derzeit ca. 400 Einwohner.

## Kirche
Die prächtige kleine Barockkirche von Johann Martin Schmitt aus Miltenberg wurde von 1759 bis 1761 errichtet und 1866 um den Chor erweitert. Sie besitzt einen Hochaltar im Rokokostil und weitere im Stil dazu passende Ausstattung.

## Persönlichkeiten

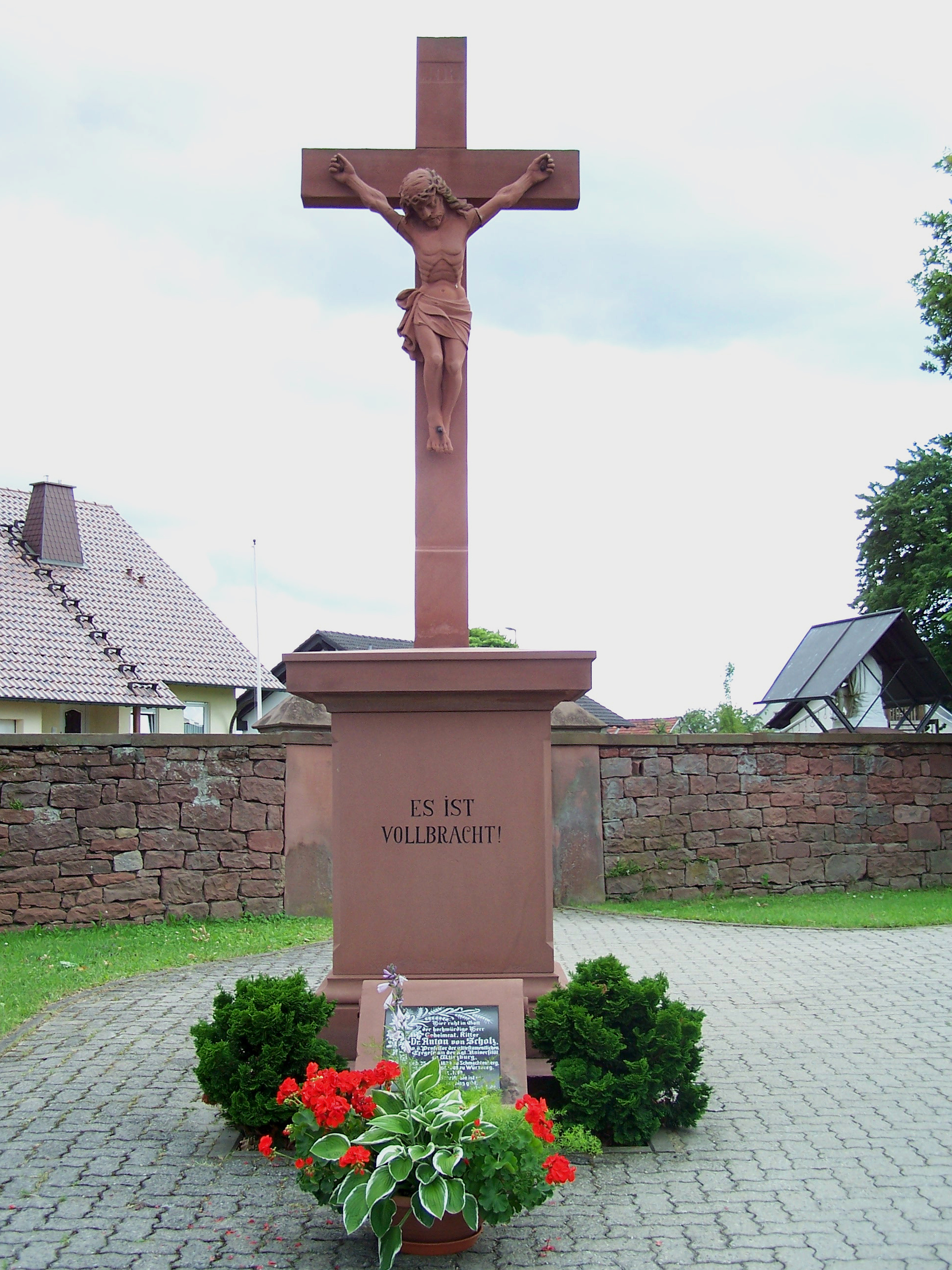
Grabdenkmal für Geheimrat Dr. Anton Ritter von Scholz auf dem Friedhof

- Anton von Scholz (1829–1908), katholischer Theologe und Seelsorger, u. a. Hochschullehrer und Rektor an der Julius-Maximilians-Universität Würzburg, geboren in Schmachtenberg